# 米凯莱·帕里内洛
米凯莱·帕里内洛（英語：Michele Parrinello），是意大利物理學家，任教于瑞士義大利語區大學和苏黎世联邦理工学院。他主要以1985年与罗伯托·卡尔一起提出的卡尔-帕里内洛分子动力学而知名。这是一种模拟方法，能够在分子水平上放大缩小化学系统中的分子关系，以便更高水平的研究化学反应。该理论是计算化学领域的重要突破，对新材料制造、药物合成等方面有很大帮助。
帕里内洛一开始在意大利研究凝聚态物理学，后来关注凝聚态和相变中化学键的形成和断裂。1981年受邀在芝加哥阿贡国家实验室当了三个月访问学者，在那与Aneesur Rahman一同工作，创立了帕里内洛-拉赫曼方法，以观察晶体结构相变。而他39岁时与卡尔共同提出的卡尔-帕里内洛方法，他主要负责分子动力学和统计力学方面的研究。帕里内洛后来的研究还包括控制晶体形状以合成新材料。